# 포드 V 페라리
《포드 V 페라리》(영어: Ford v. Ferrari)는 제임스 맨골드 감독의 2019년 액션, 전기 드라마 영화이다. 크리스찬 베일, 맷 데이먼 등이 출연한다.
2019 텔류라이드 영화제에서 전 세계 최초로 상영되었다. 2019년 11월 15일 20세기 폭스 배너와 함께 월트 디즈니 스튜디오 모션 픽처스에 의해 개봉되었다.

## 줄거리
1963년 포드의 리 아이아코카 부사장은 헨리 포드 2세에게 르망 24시 레이스를 지배하는 이탈리아 자동차 제조사 페라리를 인수해 자동차 판매를 늘리자고 제안한다. 소유자 엔초 페라리는 포드의 제안을 사용하여 회사의 레이싱 팀인 스쿠데리아 페라리의 소유권을 유지할 수 있는 피아트와의 거래를 확보했다. 그는 포드 II와 포드 모터 컴퍼니 전체를 모욕한다. 포드는 자신의 레이싱 부서에 르망 24시에서 페라리를 물리칠 자동차를 만들라고 명령한다. 아이아코카는 1959년 르망에서 우승한 은퇴한 드라이버인 캐롤 셸비를 고용한다. 셸비는 성미가 급한 영국 레이서이자 기계 엔지니어인 그의 친구 켄 마일스를 모집한다.
셸비와 마일스는 로스앤젤레스 국제공항에서 영국에서 제작된 포드 GT40 Mk I 프로토타입을 개발한다. 새로운 포드 무스탕 출시에서 마일스는 마일스의 아들 피터가 차를 만지는 것을 거부하여 그들 사이의 경쟁을 촉발시킨 포드 수석 부사장 레오 비브에게 시들도록 무례한 평가를 제공한다. 비브는 홍보 책임으로 마일을 1965년 르망 24시 레이스에 보내는 것에 반대하는 캠페인을 벌이다. 셸비는 마지 못해 마일스를 제외하고 필 힐과 브루스 멕라렌을 르망(Le Mans)으로 보낸다. 포드 중 어느 것도 끝내지 않는다.
포드가 셸비를 해고하면 안 되는 이유를 묻자 셸비는 GT40의 신뢰성 문제에도 불구하고 멀산 스트레이트에서 고장나기 전에 218mph(350.8km/h)에 도달하여 엔초 페라리에 두려움을 심어주었다고 설명한다. 그는 경주용 자동차는 위원회에서 설계할 수 없다고 말한다. 포드는 그에게 프로젝트를 계속하고 그에게 직접 보고하라고 말한다. GT40 Mk II를 테스트하는 동안 반복되는 브레이크 페이드 문제로 인해 충돌 및 화재가 발생했다. 팀은 레이스 중에 전체 브레이크 부품 교체를 허용하는 규칙을 알고 있다.
1966년, 비브가 레이싱 부문을 인수한다. 그와 포드가 프로그램을 검사하기 위해 도착했을 때 셸비는 비브를 그의 사무실에 잠그고 포드에게 GT40을 태워준다. 셸비는 포드와 계약을 맺는다. 마일스가 데이토나 24시 레이스에서 우승하면 르망에서 레이스를 펼치게 된다. 그렇지 않은 경우 포드는 셸비 아메리칸의 전체 소유권을 갖게 된다. 데이토나에서 비브는 더 빠른 피트 스탑으로 NASCAR 팀이 지원하는 두 번째 GT40에 들어간다. 셸비는 마일스를 통과하여 자신의 차를 7,000RPM 레드라인 이상으로 밀고 승리한다.
1966년 르망 24시 레이스에서 마일스는 첫 번째 랩에서 도어 결함으로 어려움을 겪었다. 피트 크루가 수리하고 마일스는 페라리스를 잡는 랩 기록을 세운다. GT40은 로렌조 반디니의 프로토타입 330 P3 페라리로 다이싱하는 동안 브레이크 페이드를 겪는다. 따라서 마일스는 전체 브레이크 시스템을 교체하기 위해 구덩이로 절뚝거린다. 페라리는 항의하지만 셸비는 경주 관계자에게 그것이 합법적이라고 확신한다.
마일스와 반디니는 페라리 엔진이 터질 때까지 멀산 스트레이트에서 결투한다. 포드가 상위 3개 위치에 있는 상태에서 비브는 셸비에게 마일스가 다른 포드가 그를 잡을 수 있도록 속도를 늦추고 언론에 3대의 자동차 사진을 마무리하도록 명령한다. 셸비는 비브가 원하는 것을 마일스에게 말하지만 마일스의 전화라고 말한다. 마일스는 처음에 계속해서 새로운 랩 기록을 세웠지만 마지막 랩에서 준수하기로 결정했다.
맥라렌은 마일스 뒤에서 출발하여 그의 차가 전반적으로 더 멀리 이동했기 때문에 승자로 선언된다. 마일은 두 번째로 배치된다. 셸비는 비브가 의도적으로 마일스의 승리에 비용을 지불했다고 비난하지만 비정상적으로 낙관적 인 마일스는 셸비에게 "당신은 승리가 아니라 드라이브를 약속했습니다"라고 말하면서 통과시킨다. 그의 유리한 지점에서 엔초 페라리는 모자를 트랙의 마일스에게 기울이다. 함께 걸어가면서 마일스는 셸비에게 다음에 르망에서 우승할 것이라고 말한다.
두 달 후 리버사이드 인터내셔널 레이스웨이에서 테스트하는 동안 제이카(J-car)의 기계적 고장으로 충돌로 마일스가 사망한다. 6개월 후 셸비는 마일스의 미망인 몰리의 집 밖에 주차하고 망설인다. 마일스의 아들 피터가 도착하고 두 사람은 마일스에 대해 이야기한다. 셸비는 한때 마일스가 화가 나서 그에게 던진 렌치를 피터에게 준다.
에필로그 문헌에 따르면 포드는 1967년, 1968년, 1969년에 르망 연속 우승을 이어갔고 마일즈는 사후 2001년 미국 모터스포츠 명예의 전당에 헌액되었다.

## 출연
- 맷 데이먼 - 캐롤 셸비 역
- 크리스찬 베일 - 켄 마일스 역
- 존 번설 - 리 아이아코카 역
- 커트리나 밸프 - 몰리 마일스 역
- 트레이시 레츠 - 헨리 포드 2세 역
- 노아 주프 - 피터 마일스 역
- 조시 루커스 - 리오 비비 역
- 레모 지로네 - 엔초 페라리 역
- 레이 매키넌 - 필 레밍턴 역
- JJ 페일드 - 레이 런 역
- 잭 맥멀런 - 찰리 아가피오 역
- 코라도 인베르니치 - 프랑코 고치 역
- 태너 포스트 - 로니 벅넘 역
- 브렌트 폰틴 - 크리스 에이먼 역
- 벤저민 릭비 - 브루스 매클라렌 역
- 프란체스코 바우코 - 로렌초 반디니 역
- 조 윌리엄슨 - 도널드 N. 프레이 역
- 이언 하딩 - 포드 임원 이언 역
- 크리스토퍼 다가 - 존 홀먼 역
- 조너선 라파글리아 - 에디 역
- 벤 콜린스 - 데니 흄 역
- 앨릭스 거니 - 댄 거니 역
- 마리사 페트로로 - 크리스티나 포드 역
- 조반니 시르피에라 - 잔니 아녤리 역